# Оплеуха (мультфильм)
«Оплеу́ха» — советский короткометражный рисованный мультфильм, который был снят на студии «Грузия-фильм» в 1989 году.
Сборник сатирических новелл для взрослых.

## Сюжет
I. Храм — Старый храм стоял далеко от города. Но город рос, строились дома, и постепенно современные дома выросли близко к храму. Городские чиновники 
решили снести храм, военные попытались его взорвать. Но разрушились новые дома, а старый храм остался стоять. 

II. Мираж — Человек бросает мусор вниз, но когда мусора скапливается много, он вновь оказывается близко от человека. 

III. Бумеранг — Человек старательно создаёт мишень. Но когда она готова, то сама поворачивается за человеком и ловит его в перекрестье прицела.

## Съёмочная группа
| режиссёр             | Бондо Шошитаишвили                               |
| сценаристы           | Гия Лапаури, Бондо Шошитаишвили                  |
| художник-постановщик | Гия Лапаури                                      |
| аниматоры            | Кетино Буачидзе, Авенир Хускивадзе, Абрам Саакян |
| оператор             | Шота Киладзе                                     |
| композитор           | Александр Раквиашвили                            |
| звукорежиссёр        | Вилли Мчедлишвили                                |

## Фестивали и награды
- 1991 — Премия «Ника» за лучший анимационный фильм.